# 彩虹大橋
彩虹大橋（日语：レインボーブリッジ）是位於日本東京灣西北側的雙層吊橋及公路鐵路兩用橋，連接東京都港區的芝浦、台場兩地。“彩虹大桥”的名字是透過公開募集所選定的暱稱，其正式名稱為東京港連絡橋（日语：東京港連絡橋）。1987年動工，1993年落成，同年8月26日通車。

## 設計
彩虹大橋全長798米，橋跨570米。橋體構造分為上下2層，上層由首都高速11號台場線使用，下層的中央為百合鷗號路軌，連接大橋西端的螺旋形展線以便於緩坡上下橋，兩側則為一般道路（臨港道路海岸青海線），包括雙向四線車道及人行道，但自行車、摩托化自行車、以及50cc以下的輕型摩托車禁止行駛。如需攜帶自行車過橋，必須裝入攜車袋、或放置在管理單位出租的專用臺車上。
兩座支撐大橋的橋塔使用白色設計，令橋梁整體與附近的景色和諧共融。在懸索橋面的纜上置有紅、白、綠3色燈泡，採用日間收集得來的太陽能作能源，在晚上點綴彩虹橋。彩虹大橋的景色令台場成為東京新興的觀光景點，而彩虹大橋本身亦成為數部日本電視劇的場景之一。
下層外側的行人道，讓行人可徒步過橋，在彩虹大橋啟用早期需收費（成人300日圓），2000年起改為免費通行。两条人行道中，北侧的一条可以欣赏桥内侧的东京港和东京塔的景色，而南侧的一条可以欣赏东京湾的景色，有时还能看到富士山。開放時間是4至10月的9:00至21:00，以及11至3月10:00至18:00，關閉時刻30分鐘前最終入場，但每月第3個星期一以及日本公共假日次日關閉。
前往彩虹大橋可在JR山手線田町站或百合鷗號芝浦埠頭站／御台場海濱公園車站下車。

## 圖片集

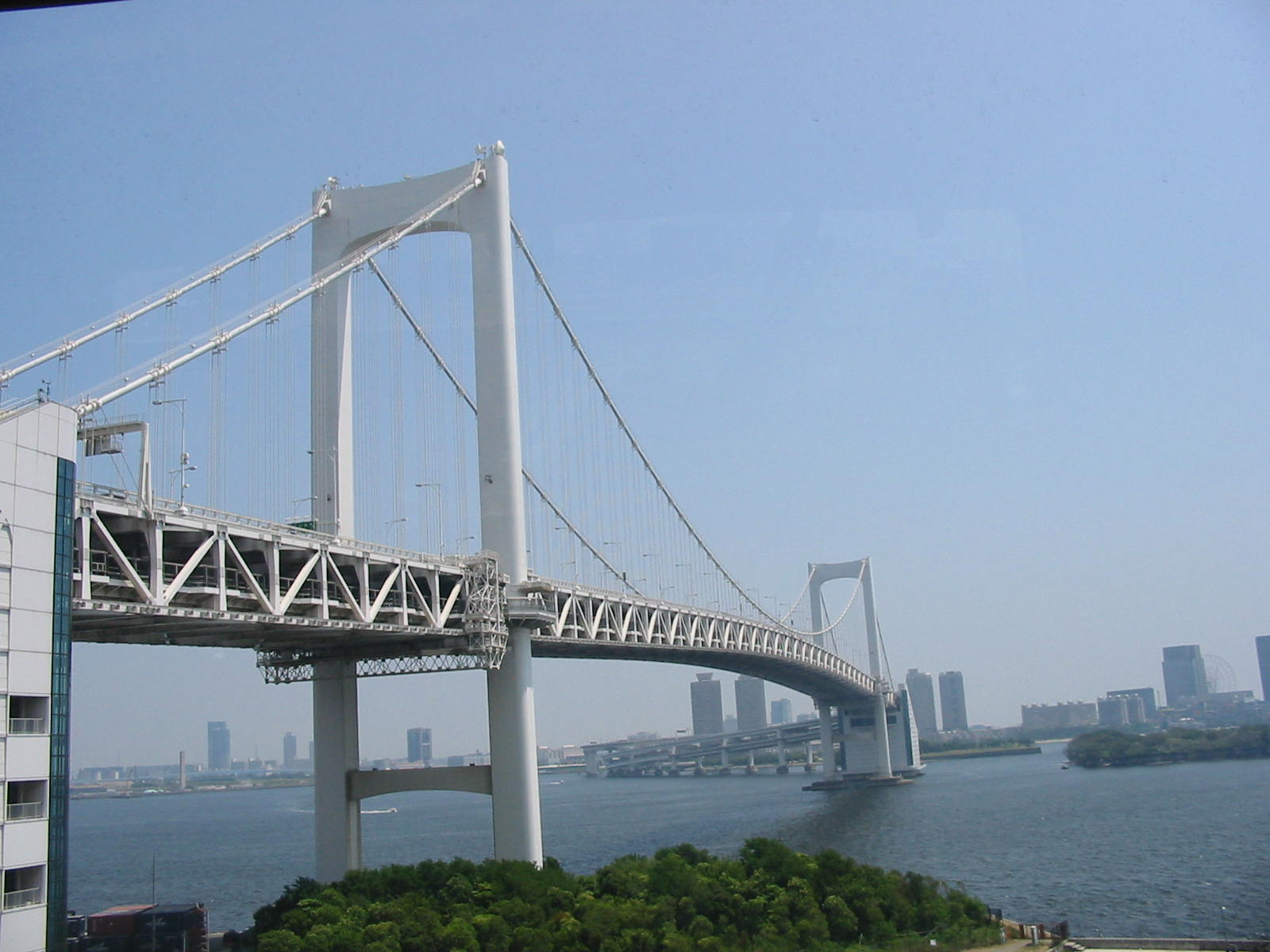
從芝浦眺望碼頭彩虹大橋
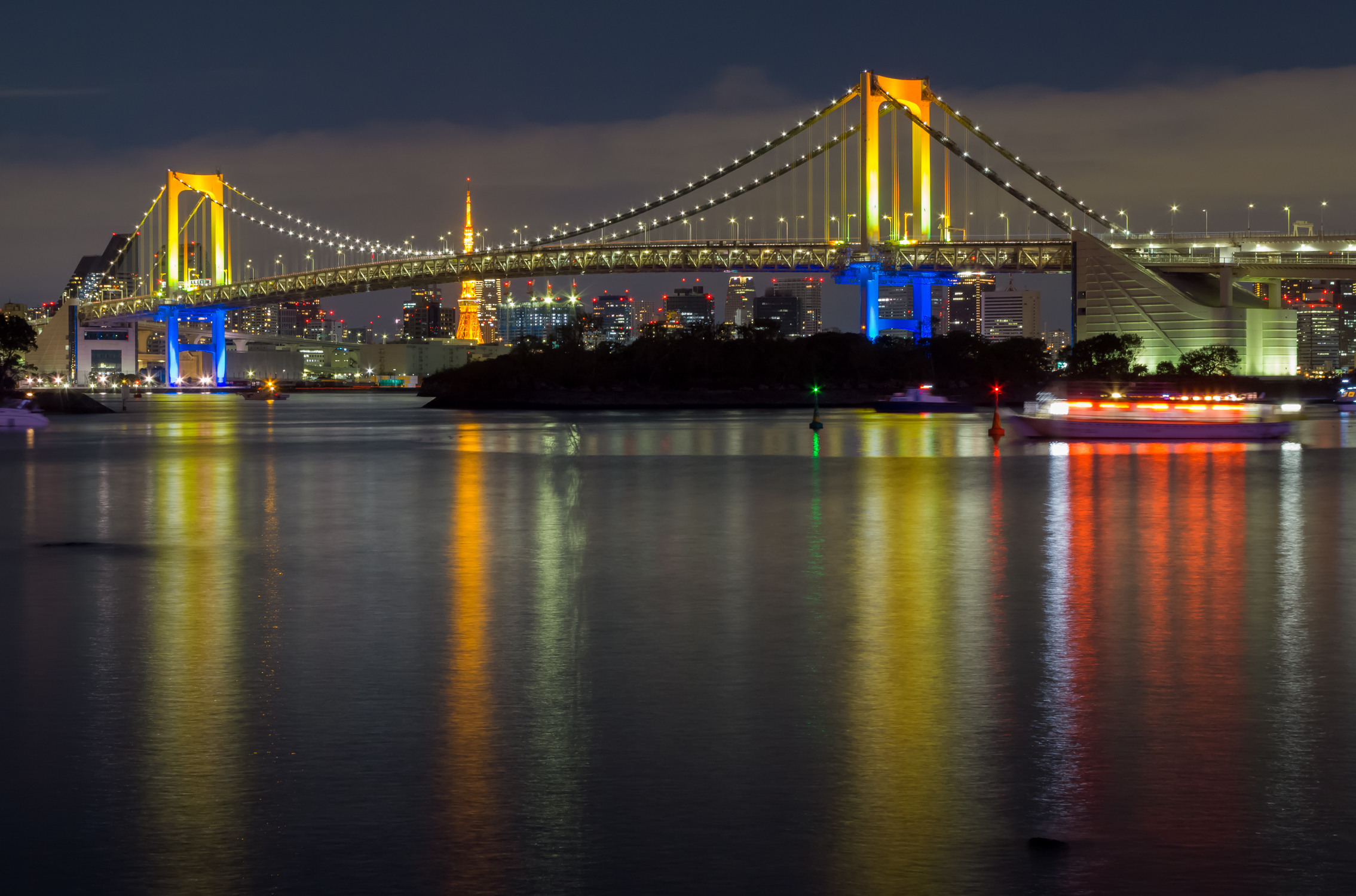
施以彩虹景觀照明（日语：イルミネーション）的彩虹大橋（僅限除夕與元旦）
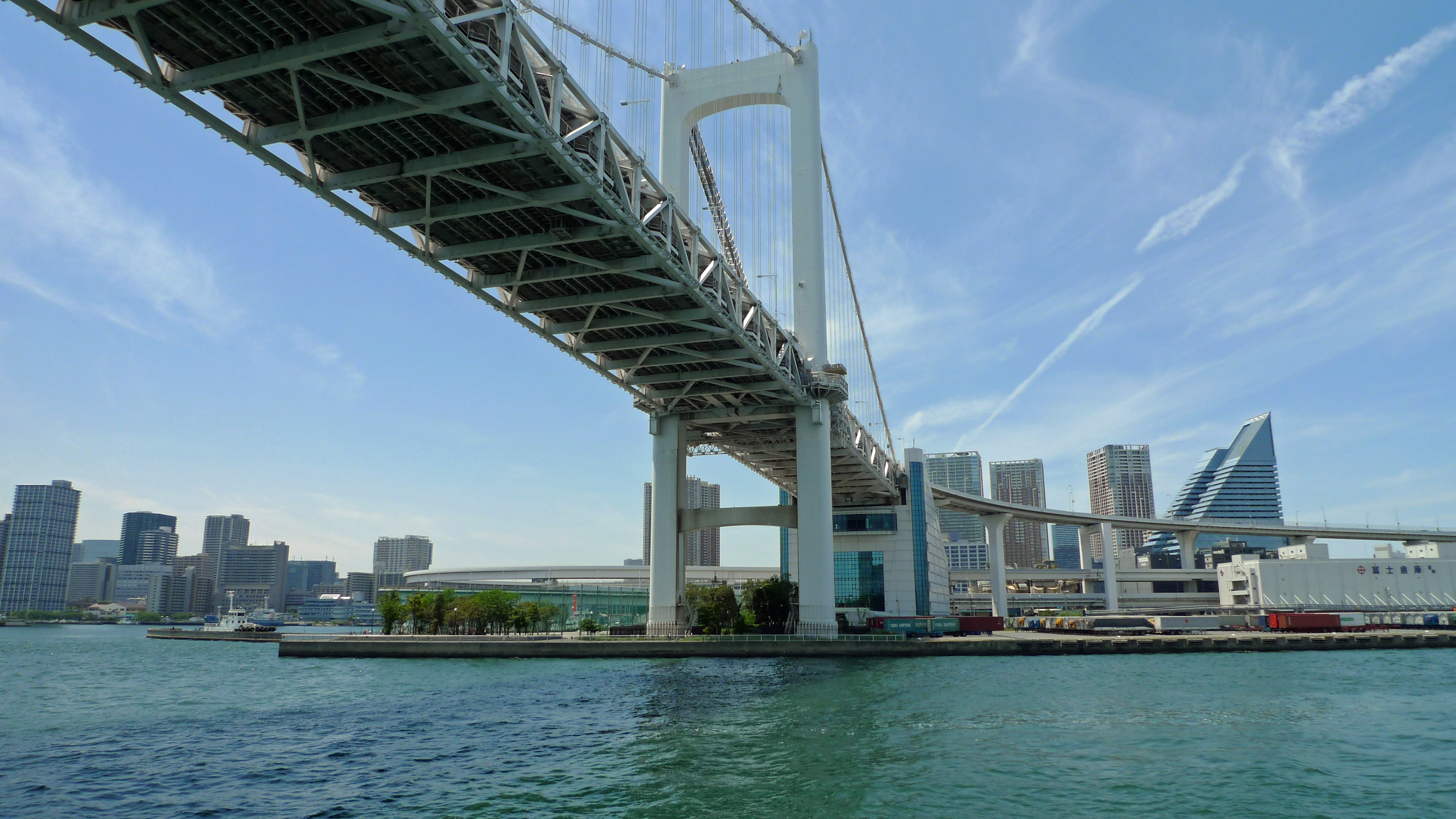
台场一侧的桥塔
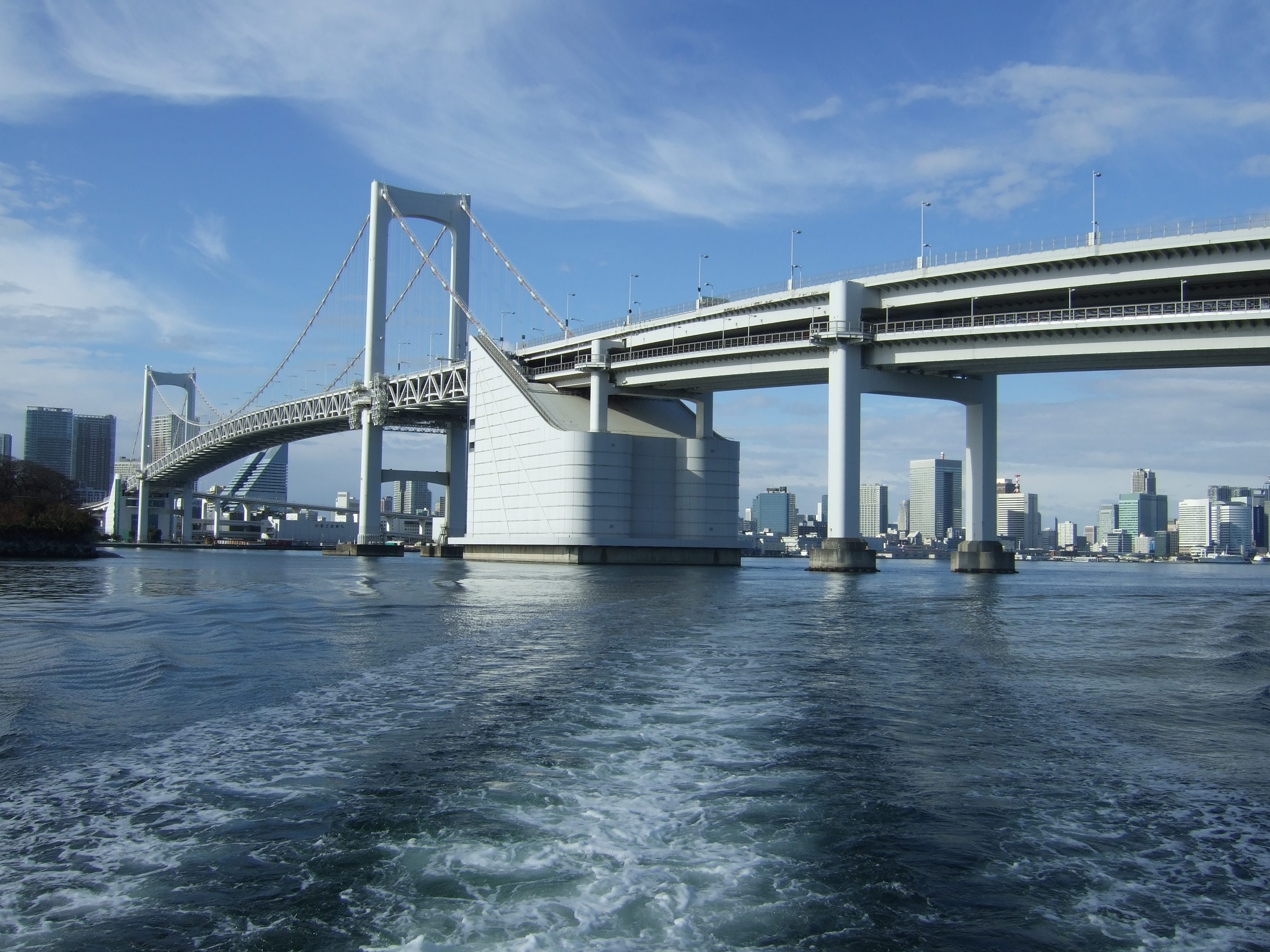
位在第六台場附近海中、用於固定主橋纜的
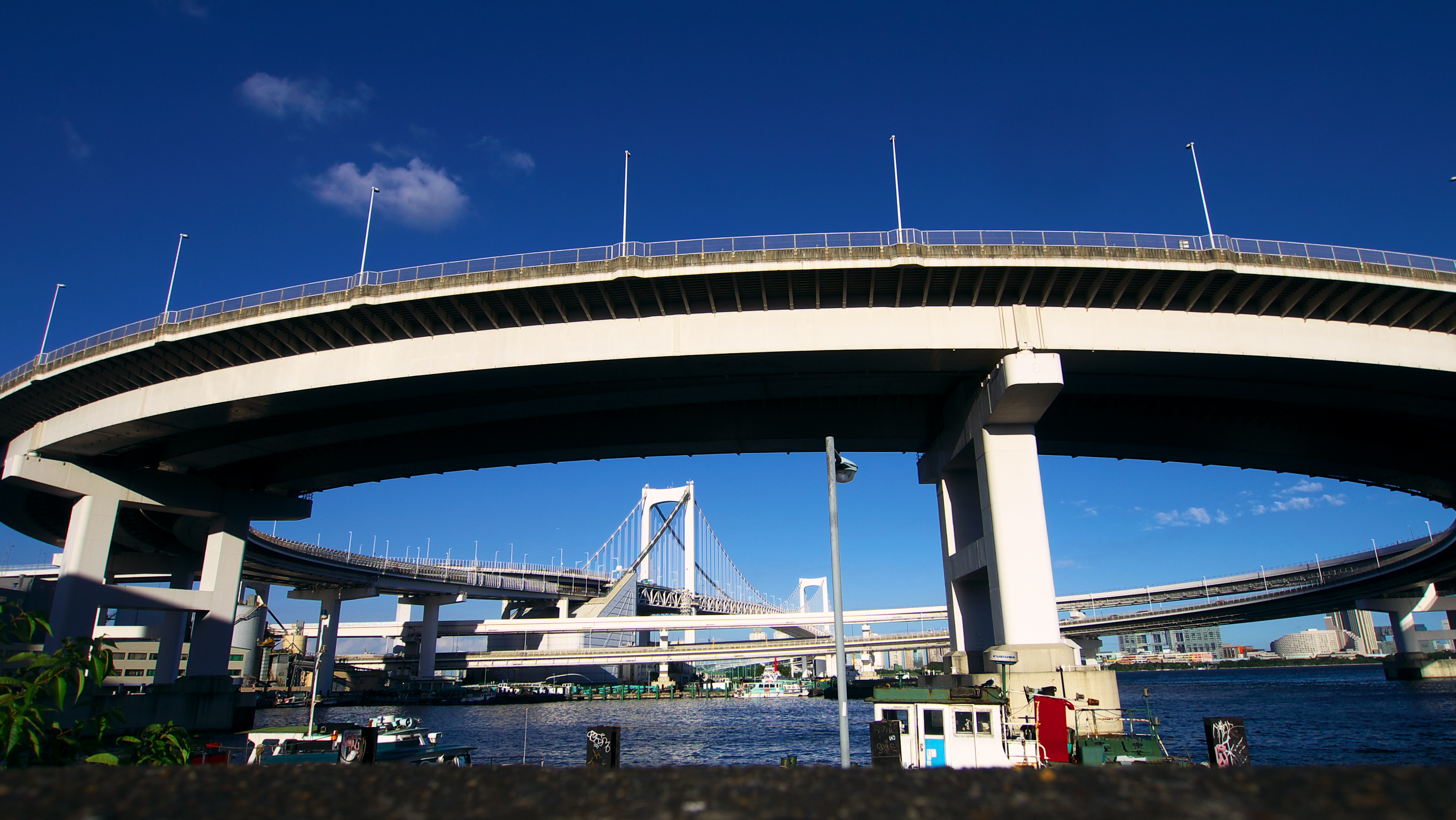
螺旋形展線

## 影劇
由於造型與景色優美，再加上有數家日本主要電視台在鄰近地區設有總部或攝影棚，使得彩虹大橋經常被當作影視作品的拍攝對象或背景。下表羅列的是部分以彩虹大橋作為拍攝背景的影片或戲劇作品：
- ，1997年日本電視劇
- 《跳躍大搜查線2 THE MOVIE 2：封鎖彩虹橋》《BAYSIDE SHAKEDOWN 2》，2003年日本電影，《大搜查線》系列
- 《東京灣景》，2004年日本電視劇
- 《次世代機動警察－首都決戰（日语：THE NEXT GENERATION -パトレイバー-）》，2015年日本電影，《機動警察》真人系列

總部位於台場的富士電視台，曾將晚間時段的5分鐘新聞快訊節目命名為《FNN彩虹發》（；「發」為發出、播出之意）。

## 外部連結
- 彩虹大橋（首都高速道路官方網站） （页面存档备份，存于）（日語）